# Красноярский метротрам
Красноя́рский метротрам — строящаяся линия скоростного подземно-наземного легкорельсового электротранспорта в Красноярске. Запланирован как внеуличный рельсовый скоростной транспортный комплекс. В СМИ иногда называется «метро», поскольку изначально планировался как метрополитен и которым по сути будет являться.

## История

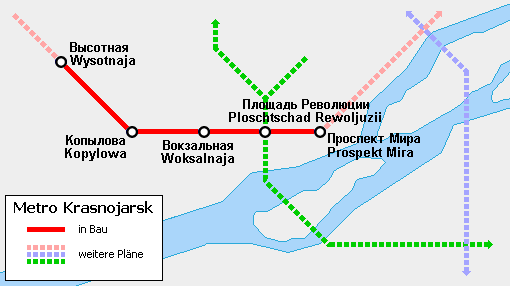
Проект первого пускового участка первой линии метро, 1994 г.

Первые разговоры о подземке в Красноярске появились ещё в 1960-х годах, когда стремительный рост города потребовал поиска новых решений для транспортной системы. Тогдашние планы были довольно общими, представляя собой скорее эскизные наброски, чем детальные проекты. Ситуация изменилась в начале 1970-х, когда генеральные планы развития Красноярска уже включали в себя линию метрополитена, хотя и без конкретной проработки технических аспектов.
В 1983 году Политбюро ЦК КПСС приняло решение о строительстве в Красноярске метрополитена.
В 1984 году институт Гипрокоммунтранс разработал комплексную транспортную схему Красноярска, которая и определила предпочтительные маршруты и расположение станций будущей подземки.

Схема одного из проектов развития метро

Первая линия: «Высотная» — «Улица Копылова» — «Вокзальная» — «Площадь Революции» — «Проспект Мира», с продолжением: «Ленинская» — «Аэровокзальная» — «Октябрьская» — «Акмолинская».
Вторая линия: «Солонцы» — «Северный» — «Октябрьская» — «Красноярский рабочий» — «Злобино» — «Первомайская».
Третья линия: «Дрокинская» — «Проспект Свободный» — «Площадь Революции» (Центральный парк) — «Предмостная площадь» — «Цирк» — «Торговый центр» — «Злобино» — «Заводская» — «Черёмушки».
Ключевую роль в дальнейшей разработке проекта сыграл «Харьковметропроект», ведущий советский институт по проектированию метрополитенов. Этот институт получил задание разработать технико-экономическое обоснование (ТЭО) проекта. Работа над ТЭО, начавшаяся в 1984 году, была масштабной и комплексной, включая геологические изыскания, проведённые красноярским трестом «КрасТИСИЗ», изучение грунтов и оценку геофизических условий, которые представляли особые сложности.
«Харьковметропроект» разработал шесть вариантов технико-экономического обоснования строительства. Один из них был утверждён в 1991 году.
Через два года «Харьковметропроект» (ставший на тот момент филиалом «Метрогипротранса») разработал проект строительства первой линии метрополитена в Красноярске от станции «Высотная» до станции «Проспект Мира». Данным проектом было предусмотрено строительство линии метрополитена по трассе от станции «Высотная» до станции «Проспект Мира» протяжённостью 8,22 км в двухпутном исчислении.
На линии расположились 5 станций: «Высотная», «Улица Копылова», «Вокзальная», «Площадь Революции», «Проспект Мира». Электродепо размещается у станции «Высотная».
Планировалось, что Красноярское метро будет одним из самых глубоких в стране. Из всех станций, лишь одна («Высотная») должна была быть построена открытым способом. Остальные станции предполагалось строить закрытым способом. Станция «Вокзальная» должна была находиться под землёй на уровне 69 метров, станция «Площадь Революции» — 71 метра, а рабочий ствол № 2 (он расположен возле здания Управления строительства на улице Ладо Кецховели) — и вовсе 82 метра.
По словам директора Управления по строительству Красноярского метрополитена Игоря Иванова в большинстве случаев метрополитены строят способом мелкого заложения, когда разрывается котлован, затем там строится станция, а сверху объект обратно засыпается грунтом. В Красноярске эта технология не подходит из-за особенностей залегания грунтовых вод и исторической застройки в центре города, где улицы слишком узкие, и появление котлованов спровоцировало бы транспортный коллапс.
В 1994 года проект прошёл госэкспертизу.
На конкурсной основе был определён подрядчик строительства — АО «Бамтоннельстрой», крупнейшее предприятие по строительству метро и железнодорожных тоннелей.

### Начало строительства (1995—2010)
17 октября 1995 года состоялся торжественный митинг, посвящённый началу строительства метрополитена в Красноярске. На торжественном мероприятии было сказано много хороших слов. Экскаватор взял первый ковш грунта — и строительство стартовало.
Несмотря на то, что губернатор Красноярского края Валерий Зубов активно поддерживал строительство метро, темпы работ оставались крайне медленными.
Из-за финансовых проблем, за первые 6 лет работ удалось лишь соорудить на проектную глубину рабочие стволы на трёх строительных площадках. Горизонтальные выработки не начинались.
26 декабря 2001 г. от шахтного ствола № 2 на ул. Ладо Кецховели на перегоне «Копылова» — «Вокзальная» началась проходка левого перегонного тоннеля в сторону ст. «Копылова» с помощью отечественного немеханизированного горнопроходческого щита КПЩ-12 производства завода «Метромаш».
5 сентября 2003 года от станции «Высотная» в сторону «Улицы Копылова» началась проходка правого перегонного тоннеля до станции «Улица Копылова» с помощью тоннелепроходческого комплекса производства канадской фирмы «Lovat», названным русским именем «Ольга». Данный тоннелепроходческий комплекс позволяет проходить в месяц порядка 200 метров тоннеля.
К январю 2009 года «Lovat» полностью прошёл тоннель от ст. «Высотная» до ст. «Улица Копылова», длиной 2222,9 м, являющийся переходным участком с мелкого на глубокое заложение.
К моменту прекращения работ в 2010 году были выполнены следующие объёмы:
— ствол № 2 (перегон между станциями «ул. Копылова» — «Вокзальная») пройден на проектную глубину — 82,0 м, сооружены околоствольные выработки (руддвор, камера насосной, электрощитовая, склад ВМ, водосборник) общей протяжённостью — 264,6 м, пройдено 548 м левого перегонного тоннеля (с помощью горнопроходческого щита КПЩ-12);
— ствол № 3 (ст. «Вокзальная») пройден на проектную глубину — 69,2 м;
— ствол № 5 станция «Площадь революции» пройден на проектную глубину — 71,4 м;
— со строительной площадки ст. «Высотная» пройдено 2222,9 м правого перегонного тоннеля (с помощью тоннелепроходческого комплекса «Lovat»), а так же 106,5 м пилот-тоннеля станции «Улица Копылова».

### Период приостановки строительства и консервации (2010—2018)
В 2009 году Правительство России заявило о прекращении финансирования строительства метро из федерального бюджета. Ранее, строительство метро в России финансировалось на 80 % из федерального бюджета и только на 20 % — из региональных.
В связи с этим, в 2010 году строительство метрополитена остановилось полностью.
Губернатор Красноярского края Лев Кузнецов признал, что метро — проект очень дорогой и на него нужно финансирование со стороны федеральных органов власти. Оттуда пока достаточного количества средств не поступает, а оплатить ввод в строй метро самостоятельно регион не способен. Он подчеркнул, что краевые власти не собираются отказываться от строительства красноярского метро в будущем, но сейчас для улучшения транспортной ситуации в Красноярске более актуален четвёртый мост через Енисей.
В марте 2012 года ОАО «Бамтоннельстрой» вывез принадлежащий ему тоннелепроходческий комплекс Lovat «Ольга» в Москву, где тот работал на строительстве участка Лермонтовский проспект—Жулебино.
В 2013 году администрации города приняла решение о консервации всех построенных выработок на неопределённое время.
В конце 2013 — начале 2014 годов, в связи с получением Красноярском права на проведение Зимней Универсиады 2019, вопрос о возобновлении строительства метрополитена поднимался, но договориться с российским правительством о выделении необходимых денег не удалось.
На 2017 год консервация объектов обходилась краевой казне в 76 млн руб в год. По оценкам властей, на первую очередь красноярского метрополитена требовалось 60—70 млрд руб..

### Период перепроектирования под мелкое заложение (2018—2021)
В марте 2018 года президент Российской Федерации Владимир Путин подписал ряд поручений по итогам своего февральского визита в Красноярск, одно из которых касалось финансирования строительства Красноярского метрополитена. Предполагалось, что Правительство РФ рассмотрит вопрос о выделении из федерального бюджета средств на возобновление строительства красноярского метрополитена в рамках государственной программы «Развитие транспортной системы» на 2019—2023 годы (однако этого так и не случилось: впоследствии стало известно, что Красноярский край строит метротрам за счёт средств бюджетного кредита).
В 2019 году был заключён контракт с АО «КрасноярскТИСИз» (которое в 1983—1989 годах уже выполняло изыскательные работы для красноярского метрополитена) на корректировку проектно-сметной документации по первой линии метрополитена в Красноярске. В свою очередь, АО «КрасноярскТИСИз» заключило договор субподряда с ООО "Консалтинговый центр «Бизнес-информ-анализ» (Москва) на выполнение проектных работ. (Впоследствии, руководитель АО «КрасноярскТИСИз»
Олег Митволь будет признан виновным по делу о хищении более 900 млн рублей, выделенных на строительство метро в Красноярске).
В октябре 2020 года работы по корректировке проекта были завершены.
Согласно новому проекту, длина первой линии должна была составить 12,65 км. Первый этап — 6 станций на 9,76 км. Это «Высотная», «Улица Копылова», «Вокзальная», «Площадь Революции», «Проспект Мира», «Ленинская». Второй — 3 станции на 2,89 км: «Красный яр», «Аэровокзальная», «Октябрьская».
В целом, первоначальный проект был кардинально изменён. Станции решено строить открытым способом на глубине 16—22 метров, а не 65, как предполагалось ранее; на такой же глубине будут пройдены и перегонные тоннели. «Улица Копылова» — единственная из всех станция глубокого заложения будет располагаться на глубине 32—35 метров (такое решение обусловлено тем, что планировалось задействовать ранее построенные тоннели).

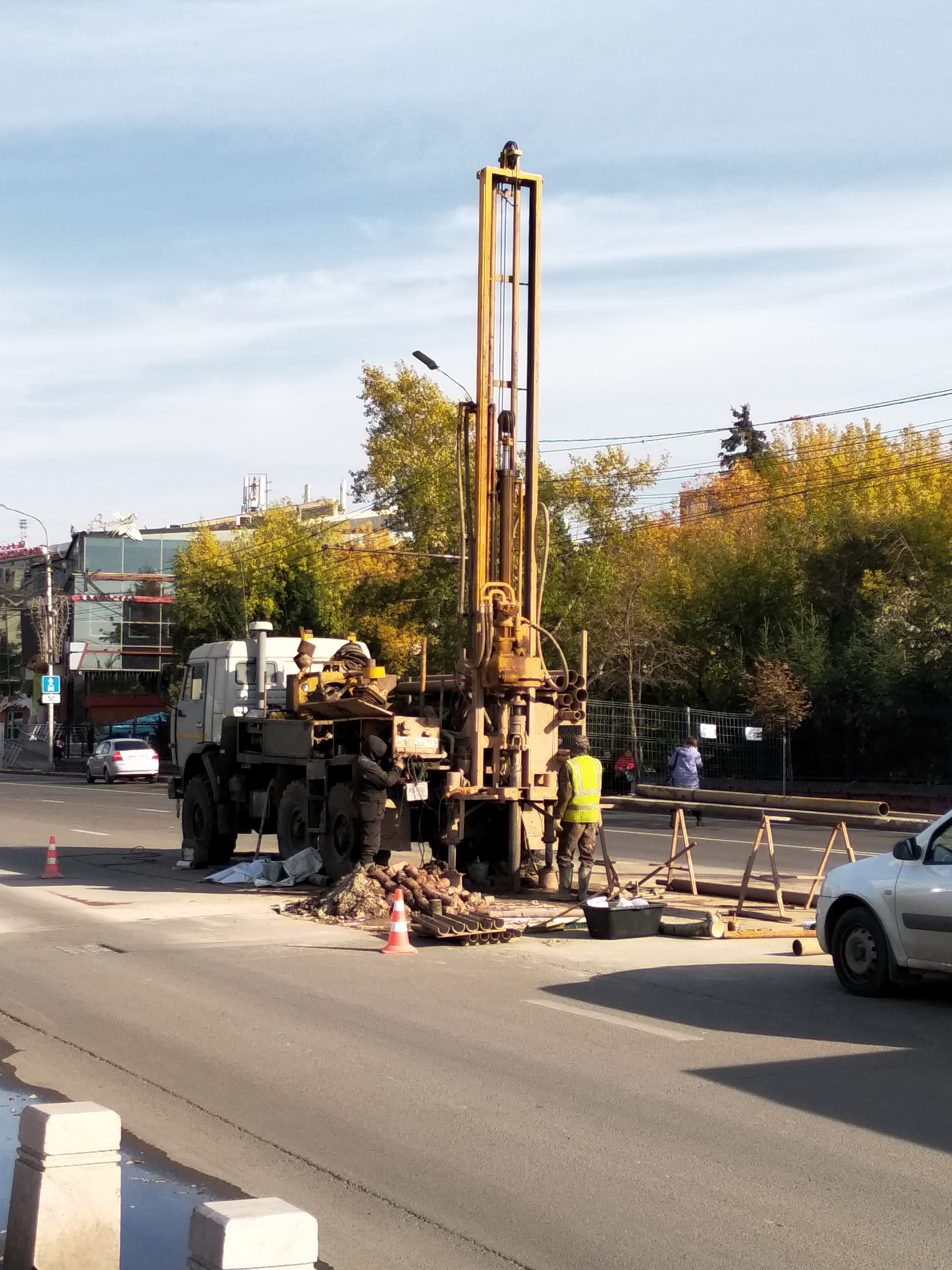
Изыскательские работы на улице Карла Маркса. Сентябрь 2022 года

### Период перепроектирования под метротрам (2021—2023)
В середине июля 2021 года вице-премьер РФ Марат Хуснуллин поручил властям Красноярского края уменьшить стоимость строительства метрополитена в Красноярске. По словам губернатора края Александра Усса, созданная для этого рабочая группа изучит варианты снижения стоимости хотя бы на 20—30 % (на тот момент стоимость проекта составляла 128 млрд рублей).
В декабре 2021 года стало известно, что Красноярский край получит федеральный инфраструктурный кредит в 89 млрд рублей на строительство метрополитена.
Председатель краевого правительства Юрий Лапшин заявил: «Мы рассчитывали, конечно, на прямое федеральное финансирование, но в итоге федеральными органами было принято решение о применении в крае одного из элементов так называемого инфраструктурного меню. Чтобы реализовать этот проект, край возьмёт кредит — более 89 млрд рублей в виде инфраструктурного бюджетного кредита».
Очередной новый проект красноярского метрополитена, над которым началась работа, изначально предусматривал гибридный формат — с подземной и надземной частью (по сути — лёгкое метро).
Однако в июне 2022 года специалисты компании «Моспроект-3» на совещании с участием руководства Красноярского края и Минстроя РФ предложили решение по достройке тоннелей красноярского метро и создания современной системы метротрамвая.
«Текущим проектным решением предусмотрено строительство девяти подземных станций, часть из которых — глубокого заложения. Мы же предложили скорректировать проект и создать систему скоростного легкорельсового метротрамвая с четырьмя подземными и восьмью наземными остановочными пунктами, исключив сооружение участков глубокого заложения», — рассказала генеральный директор группы компаний «Моспроект-3» Анна Меркулова.
Как отметила глава холдинга, предлагаемый вариант подразумевает уменьшение глубины заложения станций с более чем 20 метров до 12 метров. «Такое решение позволит значительно оптимизировать стоимость проекта и исключить устройство эскалаторов. Это существенно упростит пользование системой и сократит среднее время поездки. Также предлагается сократить площадь подземных станционных комплексов для снижения эксплуатационных расходов», — добавила Анна Меркулова.
При этом станцию «Высотная» планировалось построить наземной, а ранее построенный для неё котлован, а также законсервированный глубокий тоннель от «Высотной» в сторону «Улицы Копылова», длиной 3,2 км, не планировалось задействовать в новом проекте. Однако позднее (в январе 2024 года) было принято решение об использовании ранее построенных и законсервированных подземных коммуникаций в новом проекте. Станция «Высотная» будет построена в существующем котловане как подземная станция мелкого заложения, а следующая станция «Улица Копылова» будет единственной станцией глубокого заложения (пилонного типа).
23 июня 2022 года министр строительства и жилищно-коммунального хозяйства РФ Ирек Файзуллин сообщил, что решение о строительстве метротрамвая в Красноярске принято окончательно.
10 августа 2022 года с «Моспроект-3» был подписан контракт на проведение комплекса проектных и строительно-монтажных работ по созданию в Красноярске линии скоростного подземно-наземного легкорельсового транспорта.

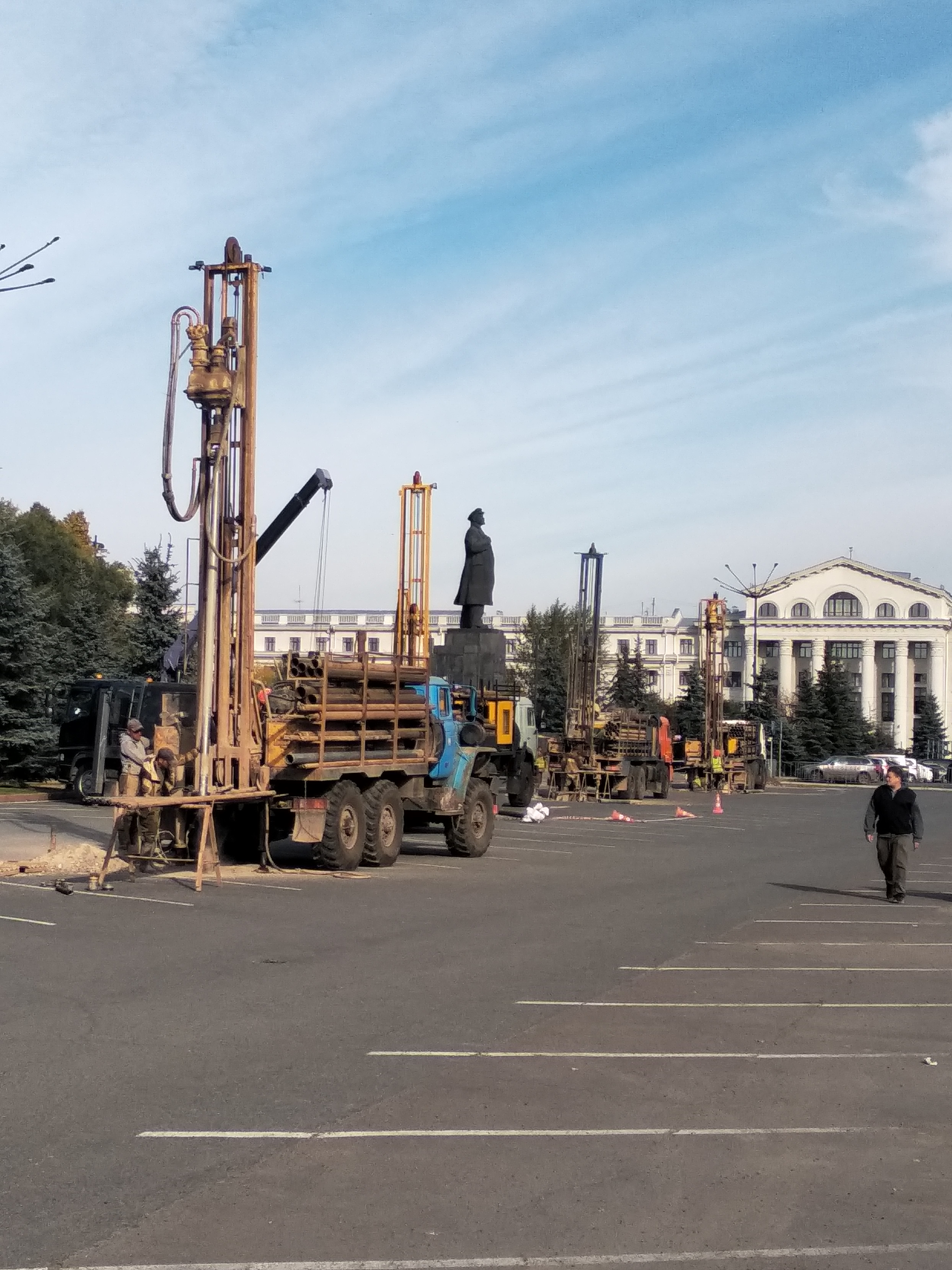
Изыскательские работы на площади Революции. Сентябрь 2022 года

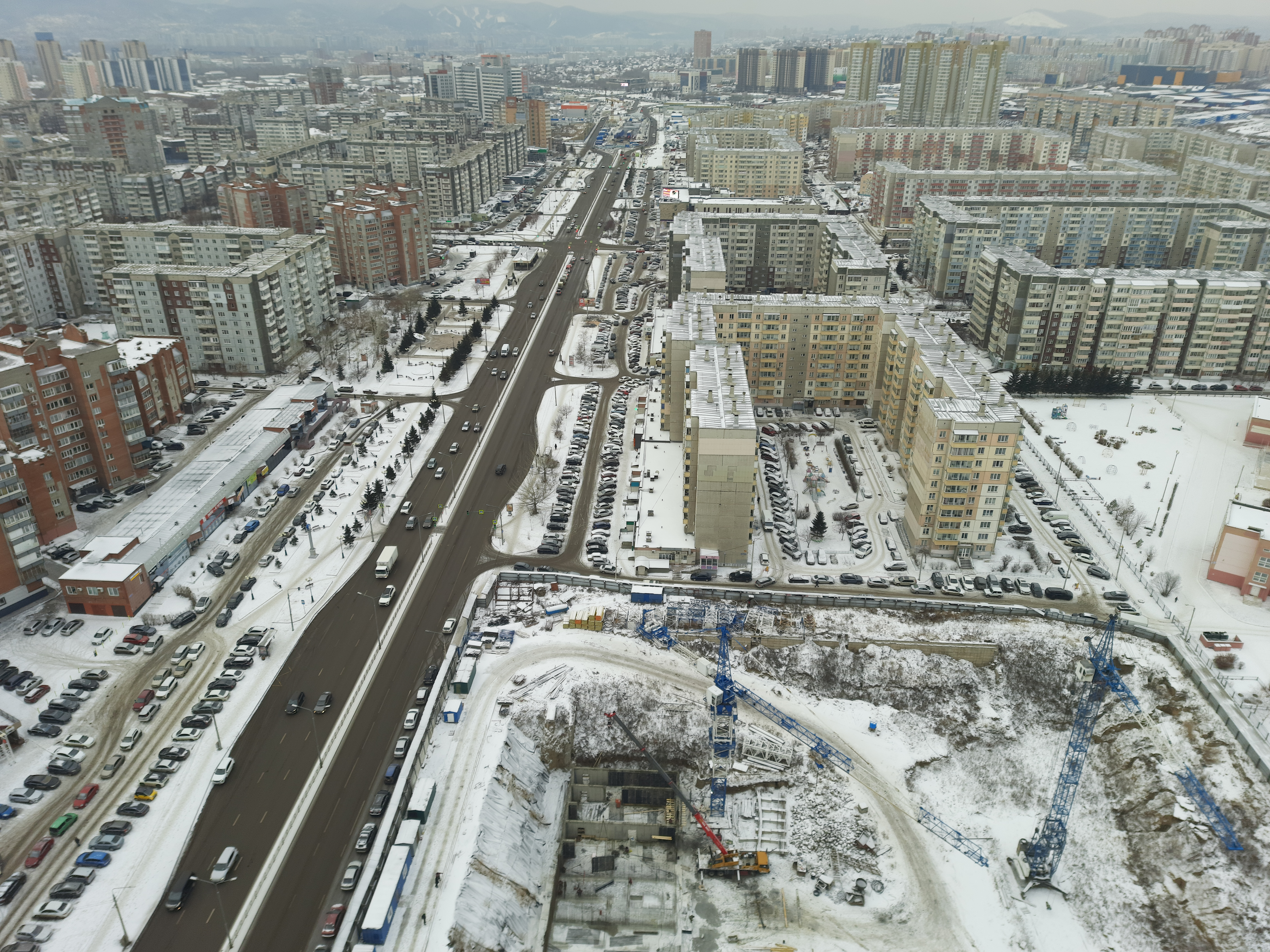
Строительная площадка станции «Улица Шахтёров» на заднем плане — расширение улицы

Новым проектом предусмотрено строительство шести станций.
Станцию «Высотная» планируют построить в существующем котловане как подземную станцию мелкого заложения. Площадь её составит 5400 м² с пассажирской зоной примерно в 930 квадратов, длиною 112 метров и длиной платформы — 60 метров.
Следующая станция, «Улица Копылова», будет единственной станцией глубокого заложения пилонного типа с наземным вестибюлем, длиной 90 м. Площадь станции составит 9700 м², включая пассажирскую зону в 2400 м². Длина платформы та же, 60 м
«Вокзальную» планируют мелкого заложения, длиной 135 м, площадью примерно как «Высотная». Здесь же обустроят станционный тупик и съезды (которые построят открытым способом).
Станция «Площадь Революции», которую соорудят открытым способом, также будет мелкого заложения, длиной 153 м, площадью 6500 м² (пассажирская зона — 1250 м²) и с двумя подземными вестибюлями, в отличие от предыдущих станций.
Чуть больше по площади будет следующая станция мелкого заложения «Карла Маркса» — 7200 м² (с 1250 м² под пассажирскую зону), её длина составит 193 м. Здесь также планируется два вестибюля под землёй.
Конечная станция с рабочим названием «Улица Шахтёров» будет единственной наземной станцией первого участка первой линии (с подземными пешеходными переходами). Площадь станции составит 3100 м² (включая 900 м² для пассажиров), длина — 112 м.
За станцией предусмотрено перспективное наземное путевое развитие в сторону Северного.

### Возобновление строительных работ (с 2023)
В декабре 2022 года ГК «Моспроект-3» заключила контракт на выполнение части работ (участок от «Улицы Шахтёров» до «Вокзальной») с подрядчиком АО «Бамтоннельстрой-Мост» Руслана Байсарова.
Первые строительные работы начались в мае 2023 года — на площадке по улице Молокова, в районе будущей станции «Улица Шахтёров» началось строительство монтажной камеры для тоннелепроходческого механизированного комплекса (ТПМК). Отсюда, в сентябре 2024 года с помощью ТПМК «Екатерина» началась проходка правого тоннеля до станции «Улица Карла Маркса», а в октябре 2024 года — левого тоннеля, с помощью ТПМК «Соломея». К концу ноября 2024 года, ТПМК «Екатерина» прошёл 583 метра, «Соломея» — 302 метра.
На станции «Улице Карла Маркса» работы по строительству котлована начались в сентябре 2024 года, здесь же будет располагаться демонтажная камера для тоннелепроходческих комплексов.
На станции «Площадь Революции» работы по строительству котлована начались в январе 2024 года. Здесь также планируется смонтировать тоннелепроходческий комплекс. Ранее работы на этой площадке были остановлены, поскольку рабочие АО «Бамтоннельстрой» наткнулись на фундаменты древнего поселения.
На станции «Вокзальная» работы по строительству котлована начались в апреле 2024 года. Здесь, возле Железнодорожного вокзала на время работ временно демонтировали скульптуру «Герб Красноярска» со львом — символом города. Её и фонтаны обещают вернуть на место после окончания строительства.
Что касается участка от «Вокзальной» до «Высотной», то здесь по состоянию на ноябрь 2024 года идут работы по обследованию подземных конструкции «старого метро». При этом, ГК «Моспроект-3» контракт с другими подрядчиками на выполнение работ по этому участку не заключала. В марте 2024 года на ранее законсервированную стартовую площадку «Высотная» доставлен ТПМК «Енисей», которому предстояло построить второй тоннель до станции «Улица Копылова» длиной 2,4 км (правый тоннель на этом участке построен в середине 2000-х годов, после чего строительство было заморожено).
По сообщению генподрядчика АО «Моспроект-3», 13 мая 2025 года на строительство левого перегонного тоннеля от станции «Высотная» до станции «Улица Копылова» (параллельного правой «советской» подземной ветке) был подписан контракт с ООО «16‑е Управление СиАрСиСи» — «дочкой» Китайской железнодорожной строительной корпорации China Railway Construction LTD (CRCC). К строительству этого самого сложного участка строящейся линии китайские специалисты приступили в августе 2025 года.

## Станции
На момент открытия метро в строй будет введено 6 станций. Названия станций — технические, взяты без изменений из советского проекта, новые названия станций будут объявлены ближе к открытию системы.

### Высотная
Станция мелкого заложения на улице Высотной в районе её пересечения с улицей Крупской.

### Улица Копылова
Станция глубокого заложения в районе пересечения улиц Копылова, Киренского и Николаевского проспекта.

### Вокзальная
Станция мелкого заложения на Привокзальной площади Красноярского железнодорожного вокзала.

### Площадь Революции
Станция мелкого заложения под главной площадью города — площадью Революции.

### Улица Карла Маркса
Станция мелкого заложения на улице Карла Маркса недалеко от её пересечения с улицей Вейнбаума.

### Улица Шахтёров
Наземная станция на улице Молокова недалеко от точки её ответвления от улицы Шахтёров.
Далее планируется продолжить линию метро в виде наземного скоростного трамвая по улице Молокова.